# Tipula (Lunatipula) gelensis
Tipula (Lunatipula) gelensis is een tweevleugelige uit de familie langpootmuggen (Tipulidae). De soort komt voor in het Palearctisch gebied.